# 多田孝正
多田 孝正（ただ こうしょう、1938年2月27日 - 2017年2月2日）は、日本の仏教学者、大正大学名誉教授。天台宗僧侶。
神奈川県生まれ。父は多田厚隆、弟は多田孝文。大正大学文学部仏教学科卒、東京大学大学院人文社会系研究科印度哲学博士課程単位取得満期退学。2001年「天台仏教と東アジアの仏教儀礼」で文学博士（東京大学）。大正大学仏教学部助教授、人間学部仏教学科教授、2009年定年、名誉教授、天台宗命徳寺住職。学僧として天台宗勧学にも就いた。。

## 著書
- 智顗『法華玄義』 大蔵出版〈佛典講座26〉 1985、新装版2002
- 『お位牌はどこから来たのか 日本仏教儀礼の解明』興山舎 2008
- 『天台仏教と東アジアの仏教儀礼』春秋社 2014

### 共編著
- 『伝教大師の生涯と教え』天台宗教学振興委員会共編 大正大学出版会 2006
- 多田厚隆『摩訶止観講述 止観明静 1・2』多田孝文共編 山喜房佛書林 2006-2007
- 『最澄』木内堯大共著 創元社 日本人のこころの言葉 2012

### 校注
- 『新国訳大蔵経 法華部 1・2 無量義経 法華経 観普賢菩薩行法経』多田孝文共校註 大蔵出版 1996-1997
- 『法華三部経全書 傍訳』全6巻 塚本啓祥・池田魯参共監修 四季社 2008-2009

### 監修
- 『天台宗 保存版』監修 多田孝文編集代表 四季社 わが家の仏教 2005
- 『現代葬儀対応実践講座 「導師ひとり通夜葬儀」の実際』四季社 2010
山田一眞,西山精司,目崎法薫,水谷大定,高木正好,橋本英樹,鈴木英正共監修

記念論集
- 『仏教と文化 多田孝正博士古稀記念論集』山喜房佛書林 2008

## 論文
- 多田孝正